# Вайблінген
Вайблінген (нім. Waiblingen) — місто в Німеччині, знаходиться в землі Баден-Вюртемберг. Підпорядковується адміністративному округу Штутгарт. Входить до складу району Ремс-Мур.
Площа — 42,76 км2. Населення становить 55 526 ос. (станом на 31 грудня 2020).